# Ocyptamus bromleyi
Ocyptamus bromleyi är en tvåvingeart som först beskrevs av Charles Howard Curran 1929.  Ocyptamus bromleyi ingår i släktet Ocyptamus och familjen blomflugor.
Artens utbredningsområde är Kuba. Inga underarter finns listade i Catalogue of Life.